# 御厨古墳群
御厨古墳群（みくりやこふんぐん）は、静岡県磐田市鎌田・新貝にある古墳群。5基が国の史跡に指定されている。

## 概要
静岡県西部、天竜川東岸の磐田原台地南東縁、太田川が形成する沖積平野を望む位置に営造された古墳群である。古墳時代前期の前方後円墳・円墳から構成される。現存する主な古墳としては松林山古墳・稲荷山古墳・秋葉山古墳・高根山古墳・御厨堂山古墳の5基があり、松林山古墳では1931年（昭和6年）に主体部の発掘調査が、他の4基では1997-1998年度（平成9-10年度）に確認調査が実施されている。
古墳群のうち最大規模の松林山古墳は、墳丘長107メートルを測る大型前方後円墳で、古墳時代前期の4世紀後半頃の築造と推定される。1931年の発掘調査で多くの遺物が出土しており、その様相からはヤマト王権との強い結びつきが示唆される。秋葉山古墳・稲荷山古墳は、松林山古墳と同時期の4世紀後半頃と推定されるが、築造方法からは在地豪族の墓と見られる。高根山古墳は古墳時代中期の4世紀末頃の築造と推定され、松林山古墳の後継首長墓と位置づけられる。また御厨堂山古墳は古墳時代中期の5世紀代の築造であるが、6世紀代の造り替えが認められる。その他にも一帯では、三角縁四神四獣鏡（静岡県指定有形文化財）が出土した経塚古墳（非現存）や目隠山古墳など、数多くの古墳が分布する。
この御厨古墳群は、古墳時代前期-中期の営造と推定される。古墳群の様相からは、松林山古墳→高根山古墳→目隠山古墳・御厨堂山古墳という中央とのつながりが強い一族と、経塚古墳→秋葉山古墳→稲荷山古墳→新貝17号墳という別の一族の2つの並行する首長墓系譜が想定される。また、特に松林山古墳は静岡県では代表的な前期古墳であり、その他の古墳もこの地域の有力古墳であることから、遠江地方の古墳時代を考察するうえで重要視される古墳群になる。
5基の古墳域は2001年（平成13年）に国の史跡に指定されている。

## 一覧

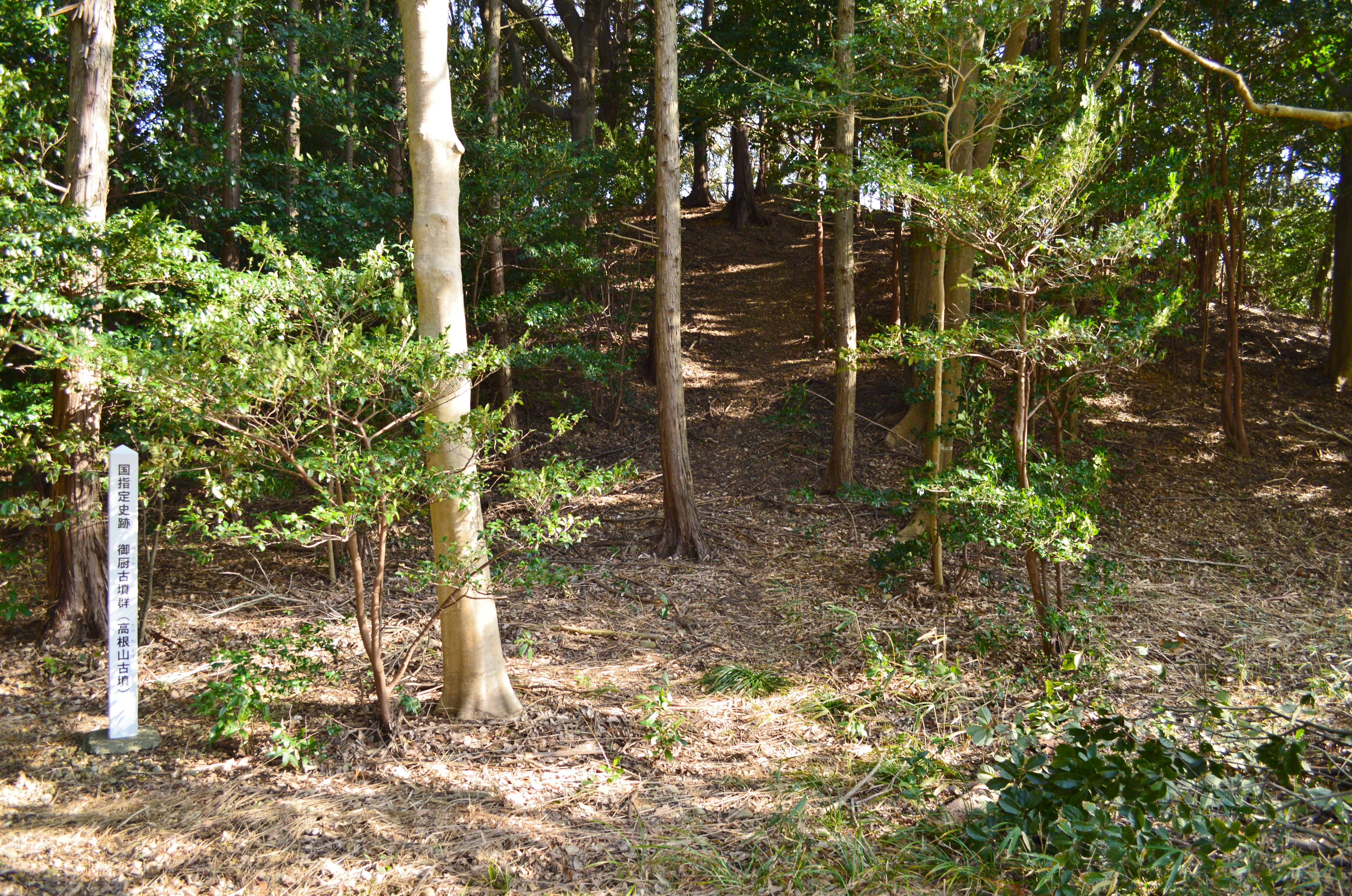
高根山古墳

| 古墳名                     | 所在地     | 座標                                     | 形状       | 規模            | 出土品                                    | 築造時期  | 備考                                                                                              |
| -------------------------- | ---------- | ---------------------------------------- | ---------- | --------------- | ----------------------------------------- | --------- | ------------------------------------------------------------------------------------------------- |
| 主な古墳5基（国の史跡）    |            |                                          |            |                 |                                           |           |                                                                                                   |
| 松林山古墳                 | 磐田市新貝 | 北緯34度43分10.48秒 東経137度53分16.70秒 | 前方後円墳 | 墳丘長107m      | 銅鏡・釧・琴柱形石製品・ 玉・刀・埴輪ほか | 4世紀後半 | 1931年発掘調査                                                                                    |
| 稲荷山古墳                 | 磐田市新貝 | 北緯34度43分22.55秒 東経137度53分23.23秒 | 前方後円墳 | 墳丘長48m       | 土器                                      | 4世紀後半 | 1997-1998年度確認調査                                                                             |
| 秋葉山古墳                 | 磐田市新貝 | 北緯34度43分20.80秒 東経137度53分23.20秒 | 円墳       | 直径54m         | 土器                                      | 4世紀後半 | 1997-1998年度確認調査                                                                             |
| 高根山古墳                 | 磐田市鎌田 | 北緯34度43分8.30秒 東経137度53分20.80秒  | 円墳       | 直径52m         | 埴輪                                      | 4世紀末   | 1997-1998年度確認調査                                                                             |
| 御厨堂山古墳               | 磐田市鎌田 | 北緯34度43分1.05秒 東経137度53分27.85秒  | 前方後円墳 | 墳丘長50m       | 刀・斧・土器                              | 5世紀代   | 明治後半発掘 1997-1998年度確認調査                                                                |
| その他                     |            |                                          |            |                 |                                           |           |                                                                                                   |
| 経塚古墳                   | 磐田市新貝 | 北緯34度43分18.30秒 東経137度53分25.30秒 | 前方後円墳 | 墳丘長90m       | 銅鏡                                      | 4世紀前半 | 1985-1886年に銅鏡出土 墳丘は非現存（東海道本線建設で消滅） 出土三角縁神獣鏡は静岡県指定有形文化財 |
| 新貝17号墳 （連城寺5号墳） | 磐田市新貝 | 北緯34度43分24.12秒 東経137度53分20.93秒 | 円墳       | 直径30m         | 銅鏡                                      | 5世紀前半 | 墳丘は非現存                                                                                      |
| 目隠山古墳                 | 磐田市鎌田 | 北緯34度42分55.52秒 東経137度53分26.38秒 | 円墳       | 南北35m 東西33m |                                           | 5世紀代   |                                                                                                   |

- 高根山古墳

## 文化財

### 国の史跡
- 御厨古墳群 - 2001年（平成13年）3月26日指定[1]。